# 왈테르 가르가노
왈테르 가르가노(스페인어: Walter Alejandro Gargano Guevara, 1984년 7월 23일 ~ )는 우루과이의 축구 선수로, 포지션은 수비형 미드필더이다.

## 클럽 경력
2012년 8월 SSC 나폴리에서 FC 인테르나치오날레 밀라노로 임대 이적했다.

## 수상
다누비오
- 우루과이 프리메라 디비시온 우승 2회 : 2004, 2006-07

 SSC 나폴리
- 코파 이탈리아 : 2011-12

 우루과이
- 코파 아메리카 : 우승 (2011), 4위 (2007)
- FIFA 컨페더레이션스컵 : 4위 (2013)
- FIFA 월드컵 : 4위 (2010)